# Sálim Ali
Sálim Ali, nome con cui è noto generalmente Sálim Moizuddin Abdul Ali, (Bombay, 12 novembre 1896 – Bombay, 27 luglio 1987), è stato un ornitologo indiano.
Rimasto orfano in tenera età, Sálim Ali fu cresciuto dallo zio materno, Amiruddin Tyabji, cacciatore e amante della natura. A dieci anni, Sálim uccise uno strano uccello che lo zio non conosceva. Questo lo inviò a Bombay presso la Società di storia naturale. Questo evento segnò per sempre il corso della vita del giovane Sálim Ali. Fu infatti ricevuto da Walter Samuel Millard, segretario onorario della Società, che mostrò lui le collezioni di uccelli impagliati.
Non riuscendo a trovare nessuna occupazione nel campo della storia naturale, Sálim Ali partì, nel 1919, per la Birmania per occuparsi di sfruttamento forestale e minerario. Ne approfittò per esplorare le foreste birmane. Ma gli affari non andarono bene e fu costretto a ritornare in India. Tentò nuovamente di trovare un posto come ornitologo, ma non aveva il diploma. Decise allora di riprendere gli studi mentre continuava a lavorare. Si recò a Berlino per seguire i corsi del professore di ornitologia Erwin Stresemann. Nonostante questa prestigiosa formazione all'estero, Ali, di ritorno in India, era ancora senza occupazione. Gli venne allora in mente di proporre agli Stati principeschi delle Indie di realizzare gratuitamente un inventario ornitologico in cambio di sistemazione e di trasporto. Iniziò quindi una vita nomade durante la quale mise in pratica tutto quello che aveva appreso in Germania.
Sálim Ali si interessò non solamente di tassonomia, ma anche di ecologia e di comportamento, studi impossibili da effettuare in un laboratorio, ma solamente sul campo. Tehmina, la moglie, lo accompagnò in tutti i suoi viaggi fino alla morte improvvisa nel 1939.
Dopo l'indipendenza dell'India, Sálim Ali assunse la presidenza della Società di storia naturale di Bombay. Con lo scopo di salvare questa istituzione vecchia di 200 anni, Ali scrisse personalmente al primo ministro Nehru per ottenere fondi.
Pian piano, nel corso degli anni, ottenne il riconoscimento da parte della comunità scientifica e del suo paese.